# Jeff Pain
Jeffrey „Jeff” Pain (ur. 14 grudnia 1970 w Anchorage) – kanadyjski skeletonista, trzykrotny medalista mistrzostw świata, wicemistrz olimpijski i dwukrotny zdobywca Pucharu Świata.

## Kariera
Urodził się na Alasce, reprezentował jednak barwy Kanady. Pierwszy sukces w karierze osiągnął 7 lutego 1998 roku w Calgary, kiedy zajął drugie miejsce w zawodach Pucharu Świata. W zawodach tych rozdzielił na podium swego rodaka, Ryana Davenporta oraz Niemca Williego Schneidera. W klasyfikacji generalnej sezonu 1997/1998 zajął ostatecznie ósme miejsce. Pierwsze zwycięstwo w tym cyklu odniósł 30 stycznia 2000 roku w Lillehammer, gdzie pokonał Norwega Snorre Pedersena oraz Kristana Bromleya z Wielkiej Brytanii. Sezon 1999/2000 ukończył na czwartym miejscu.
W 2001 roku wywalczył srebrny medal podczas mistrzostw świata w Calgary, plasując się między Austriakiem Martinem Rettlem i Lincolnem DeWittem z USA. Rok później był szósty na igrzyskach olimpijskich w Salt Lake City. Medal zdobył za to na mistrzostwach świata w Nagano, zwyciężając przed Chrisem Soule'em i Bradym Canfieldem z USA. Równocześnie zajął drugie miejsce w klasyfikacji sezonu 2002/2003, przegrywając tylko z Soule'em. Złoty medal przywiózł także z mistrzostw świata w Calgary w 2005 roku, zostając drugim w historii skeletonistą (po Davenporcie), który dwukrotnie zdobywał mistrzostwo świata.
Ostatni medal wywalczył na igrzyskach olimpijskich w Turynie w 2006 roku, gdzie zajął drugie miejsce. Zawody te wygrał jego rodak, Duff Gibson, a trzecie miejsce zajął Gregor Stähli ze Szwajcarii. Ponadto Pain zwyciężył w klasyfikacji generalnej sezonu 2005/2006, zdobywając drugą z rzędu Kryształową Kulę. Brał także udział w igrzyskach w Vancouver w 2010 roku, zajmując dziewiątą pozycję. W 2010 roku zakończył karierę.
W 1994 uzyskał dyplom z architektury krajobrazu na Uniwersytecie Kolumbii Brytyjskiej. 